# Gynoxys incana
Gynoxys incana là một loài thực vật có hoa trong họ Cúc. Loài này được (Sw.) Less. mô tả khoa học đầu tiên năm 1832.